# Аризонский ядозуб
Аризонский ядозуб, или жилатье́ (лат. Heloderma suspectum) — ядовитая ящерица семейства ядозубов.
Английское название «хила-монстр» (англ. Gila monster) дано ей по реке Хила в Аризоне.

## Описание

### Внешний вид
Довольно крупная ящерица длиной до 60 см, из которых 15-17 см приходится на хвост. Масса жилатье может достигать 2 кг. Окраска пёстрая: на тёмно-буром основном фоне расположены оранжево-жёлтые, оранжево-красные, красно-бурые или беловато-жёлтые пятна. На хвосте чередуются тёмные и светлые поперечные полосы. Окраска и рисунок изменчивы. Иногда тёмный фон преобладает, а светлый рисунок выражен в виде отдельных, более или менее правильно расположенных пятен и полос. В других случаях животные могут быть оранжево-красными или буровато-жёлтыми с отдельными тёмными пятнами. Молодые особи окрашены контрастнее и ярче.

### Распространение
Распространены жилатье на юго-западе США в штатах Юта, Невада, Аризона и Нью-Мексико, в округе Сан-Бернардино (Калифорния), а также в северо-западной Мексике от Соноры до севера Синалоа.
Водится в засушливых районах, главным образом среди зарослей кактусов, кустарника, травы; встречается на каменистых склонах, на дне каньонов.

### Питание
Питается главным образом яйцами птиц и рептилий (особенно яйцами черепахи Gopherus agassizii), а также птицами, ящерицами и мелкими млекопитающими (крольчатами, мышами и белками). Масса пищи, которую способен за один приём поглотить взрослый ядозуб, может доходить до 35 % массы его тела. При обильном питании быстро накапливает жир в хвосте. Ящерица питается не более 10 раз в год.

### Размножение
Самка в июле-августе откладывает в нору от 2 до 12 яиц, длина которых 6,0-7,5 см, ширина 2,5-3,0 см. Период инкубации длится 35-55 дней. Молодые ящерицы длиной 10-12 см появляются в конце августа — начале сентября.

## Охранный статус
Численность жилатье относительно стабильна, но местами снижается в связи с разрушением местообитаний. Вид занесён в Красную книгу МСОП и Конвенцию о международной торговле СИТЕС. Охота на ядозубов и отлов этих ящериц в природе в США запрещены.

## Классификация
Вид имеет два подвида:
- Heloderma suspectum suspectum — распространён в южной части ареала вида;
- Heloderma suspectum cinctum — занимает северную часть ареала (встречается преимущественно в пустыне Мохаве).

## В культуре
Антропоморфный аризонский ядозуб Шанс (англ. Chance) — официальный маскот клуба НХЛ «Вегас Голден Найтс». Впервые был представлен 13 октября 2017 года перед вторым домашним матчем «Вегаса» против «Детройт Ред Уингз».